# Michèle Jacot
Michèle Jacot (5 de agosto de 1950) é uma esquiadora profissional aposentada da França. Ela foi campeã geral da Copa do Mundo de Esqui Alpino em 1970.

## Títulos por temporadas
| Temporada | Disciplina   |
| --------- | ------------ |
| 1970      | Geral        |
| 1970      | Giant Slalom |